# ريكي رايس
ريكي رايس (بالإنجليزية: Ricky Rice)‏ هو مصارع محترف أمريكي، ولد في 13 ديسمبر 1951 في إدينا في الولايات المتحدة.

## وصلات خارجية
- ريكي رايس على موقع WrestlingData.com (الإنجليزية)
- ريكي رايس على موقع CageMatch worker (الإنجليزية)
- ريكي رايس على موقع قاعدة بيانات المصارعة على الإنترنت (الإنجليزية)
- ريكي رايس على موقع عالم المصارعة على الإنترنت (الإنجليزية)
- ريكي رايس على موقع عالم المصارعة على الإنترنت (الإنجليزية)
- ريكي رايس على موقع IMDb (الإنجليزية)